# Pingasa latifascia
Pingasa latifascia är en fjärilsart som beskrevs av W. Warren 1894. Pingasa latifascia ingår i släktet Pingasa och familjen mätare. Inga underarter finns listade i Catalogue of Life.